# Pintura renacentista

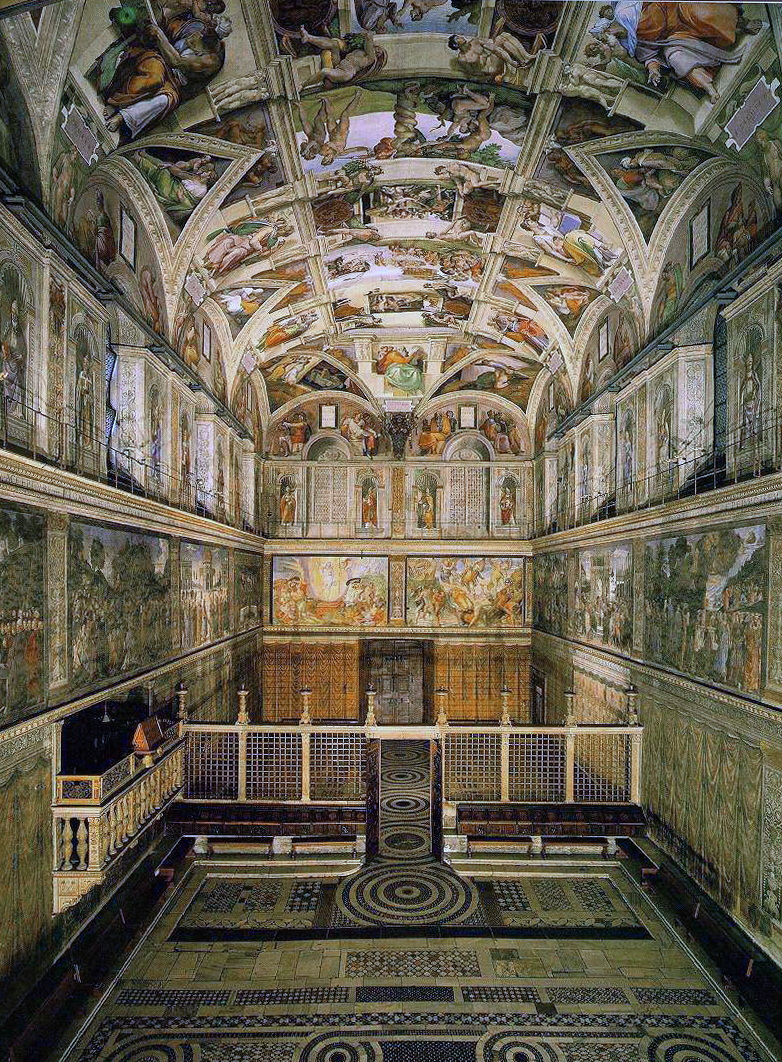
La Capilla Sixtina, cuyos frescos suponen una de las cumbres de la pintura renacentista, no solo los pintados por Miguel Ángel sobre el altar y en la bóveda, sino por los de las paredes, de artistas del primer renacimiento como Botticelli.

La pintura renacentista abarca el período de la historia del arte europeo entre el arte de la Edad Media y el barroco. Como todo el arte del Renacimiento, la pintura de esta época está relacionada con la idea de volver a la antigüedad clásica, el impacto que tuvo el humanismo sobre artistas y sus patronos, gracias a la adquisición de nuevas sensibilidades y técnicas artísticas.

## Historia
Se considera a Italia la cuna de la pintura renacentista al confluir allí las nuevas técnicas (como el descubrimiento de la perspectiva) con una nueva ideología humanista. Allí se conservaban a la vista los monumentos de la Antigüedad a la que se quería hacer renacer, buscando modelos de armonía y belleza.
Se fue perfeccionando a lo largo del siglo XV en las ciudades estado italianas, comenzando por Florencia, bajo el mecenazgo de los Médici. El papel de defensores de las artes que rivalizaban entre sí por dar más brillo a sus estados, fue desempeñado por los Montefeltro en Urbino, los Sforza y los Visconti en Milán, los Gonzaga en Mantua y los Este en Ferrara. En Roma fueron los papas quienes llamaron a los distintos artistas de la época para trabajar en los palacios papales.
En un primer momento, en el quattrocento (siglo XV) se investigaron distintos aspectos técnicos. Así, Piero della Francesca estudió la luz. Masaccio destacó por la figura humana. En Fray Angélico adquieren importancia el color y una cierta sensibilidad, si bien su temática sigue siendo religiosa, con composiciones que enlazan directamente con los modelos medievales precedentes. La perspectiva y la composición son el punto de atención de Mantegna y Paolo Ucello
Los grandes maestros de la pintura renacentista aparecerán a finales de siglo, principios del XVI, el cinquecento: Leonardo da Vinci, Rafael y Miguel Ángel. En el siglo XVI, al clasicismo del Alto Renacimiento le seguirán, en la segunda mitad del siglo, el manierismo de autores como Parmigianino o El Greco quienes, sin dejar de ser renacentistas, adoptan unas formas alargadas con cierta exageración que preludia el Barroco.
A partir del surgimiento en Italia, se va extendiendo progresivamente por Europa en torno a 1490-1500, con mayor o menor calado, según los países. A excepción de España, el Renacimiento no dominó la estética de los demás países, debiendo considerarse como un movimiento artístico predominantemente italiano. Es cierto que en el caso de la pintura, la divulgación de sus modelos fue más fácil que en la escultura o la arquitectura, debido a la facilidad de transportar las pinturas, ahora en lienzo, o de reproducir mediante la técnica del grabado.
Fue sustituida por la sensibilidad barroca en diferentes momentos, según los países, observándose que en lugares como Inglaterra se recibe más tardíamente y perdura cuando ya el resto del Continente está en pleno Barroco.

## Características

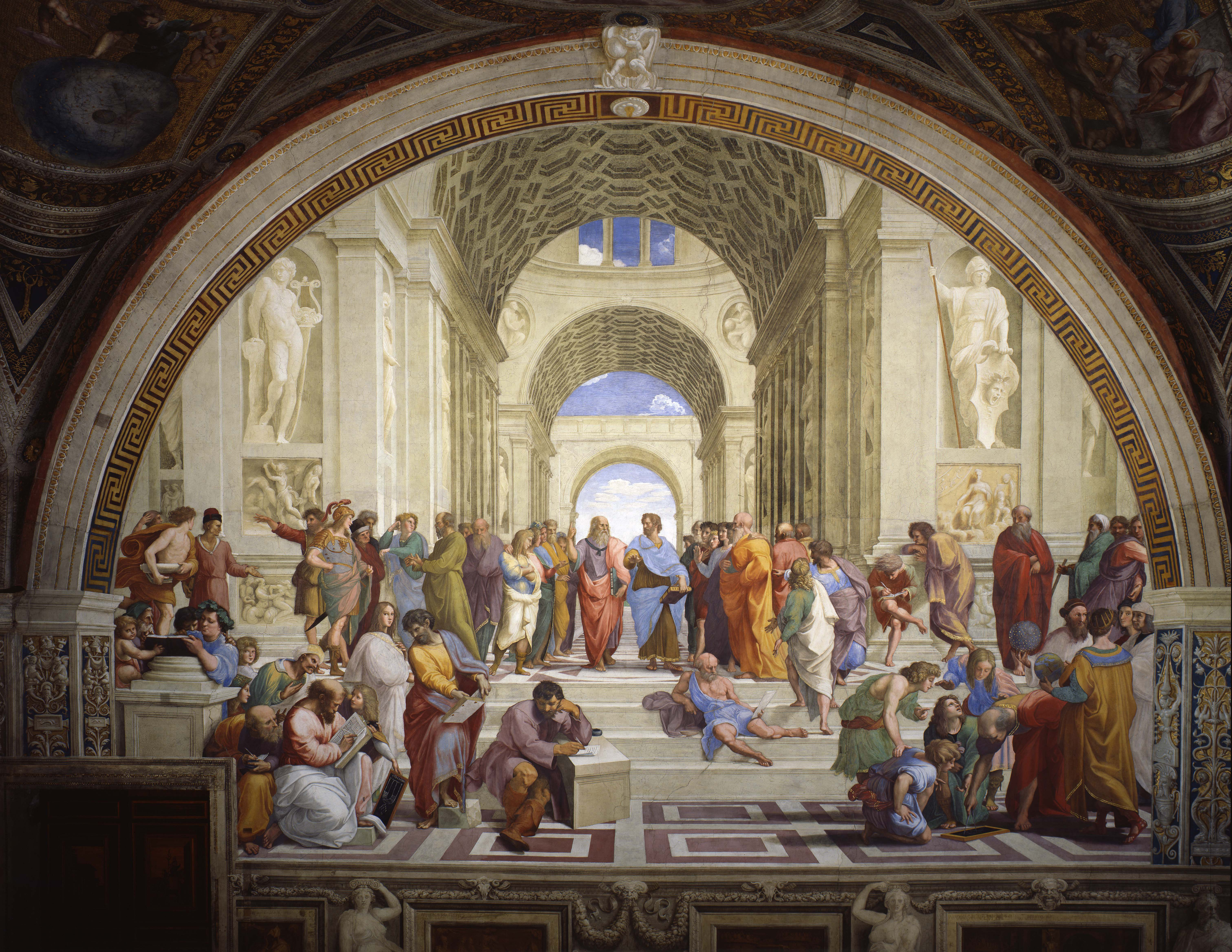
La escuela de Atenas, pintada por Rafael.

Hay una serie de características que distinguen la pintura renacentista de su inmediata antecesora, la pintura medieval...
- Evocación de lo antiguo, cuya belleza idealizada pretendían tomar como ejemplo.
- Observación viva de la naturaleza. Los cuadros se sitúan en paisajes naturales que se intentan recrear con fidelidad, o en marcos arquitectónicos, en los que columnas, frontones, palacios y templos sirven de excusa a alardes de perspectiva.
- La figura humana se convierte en centro y medida de todas las cosas. El estudio de la anatomía, incluso la realización de autopsias, ayuda a los artistas a comprender la realidad del cuerpo humano y sus mecanismos de movimiento, de manera que lo representan de forma más realista pero normalmente, idealizada.
- Dominio de la perspectiva, y de las técnicas compositivas.
- Los efectos de luces y sombras como el claroscuro o la grisalla. De ahí técnicas nuevas como el esfumado (efecto brumoso, técnica en la que destacó Leonardo da Vinci).
- Continúan realizándose decoraciones murales al temple y al fresco.
- Se extiende el uso del lienzo, que es más económico que la tabla. Los grandes retablos, en que cada cuadro es parte de un tema más amplio, pierde presencia, en favor del cuadro único, bien como tabla de altar, bien como lienzo. Se adopta de manera casi exclusiva la pintura al óleo. Jan Van Eyck sin haberla inventado, mejora la técnica de la pintura con este material. En Italia, sin embargo, se conserva la pintura sobre tabla y la técnica del temple en la pintura llamada «de caballete». Es principalmente en Venecia donde, por influencia flamenca, se introduce el uso del óleo.[3]
- Si en la Edad Media la pintura fue de manera casi exclusiva religiosa, en el Renacimiento se introducen nuevos temas, como los mitológicos, alegorías y temas históricos. Aparece el desnudo, no por sí mismo sino en el marco de una pintura de naturaleza por ejemplo mitológica. Siendo la iglesia católica uno de los principales mecenas de la época, no dejan por ello de pintarse cuadros religiosos. Se cultiva con extraordinario vigor el retrato con maestros como Tiziano o Antonio Moro. En esta época empiezan, tímidamente, otros géneros considerados menores, como el paisaje o el bodegón, entendidos en el Renacimiento como un elemento subordinado frente a la historia, algo accesorio del renacimiento.[4]

## Pintura renacentista italiana

La Gioconda (1503-1506) por Leonardo Da Vinci.

El Renacimiento italiano creó una verdadera revolución en la pintura. Italia fue el foco primero y principal del Renacimiento en todas sus manifestaciones, del siglo XV al XVI. Un directo antecesor de esta nueva sensibilidad fue Giotto, maestro que rompió con el estilo bizantino. Sustituyó el típico fondo dorado por escenarios naturales.

"Entre 1200 y 1600, las pinturas se realizaban con diversos materiales. En el siglo XIII, las técnicas utilizadas eran el temple y el fresco, pero a finales del siglo XV, la pintura al óleo se fue imponiendo. 
A finales del siglo XVI, la técnica del óleo sobre lienzo, que durante el siglo XVII se convirtió en el medio pictórico más popular en Occidente, se había desarrollado en Venecia. La pintura al óleo era un medio más flexible, y las pinceladas sueltas y sugerentes de un cuadro realizado por el anciano Tiziano son completamente diferentes del fino detalle que se aprecia en una pintura al temple realizada en Venecia más de doscientos años antes."

La pintura del Quattrocento se desarrolló primero con la obra de Fra Angelico y sobre todo de Masaccio (1401-1428), que creó una nueva sensibilidad, totalmente ajena al gótico. Logra la sensación de espacio a través del uso metódico de la perspectiva lineal, como puede verse en la Trinidad de Santa María Novella (h. 1420-1425). Con el Humanismo, el hombre se sitúa en el centro de todas las cosas, y es la medida de referencia. La perspectiva debe entonces respetar las leyes físicas del mundo, y la relación entre luz y sombra en los cuerpos. Masaccio quiere representar en sus cuadros la realidad «objectiva». Tradicionalmente es considerado el primer pintor moderno. Introdujo en el arte occidental la noción de verdad óptica, de perspectiva y de volumen.
Esta investigación sobre la geometría y la matemática fue seguida por Paolo Ucello, Andrea del Castagno y Fra Filippino Lippi. Conviene destacar a Piero della Francesca (1416-1492), quien se interesó por los tratados de Vitrubio, pensador latino del siglo I, que desarrolló en sus escritos el arte de la razón, el sentido de la medida y del equilibrio (desarrolla un modelo de ciudad romana con las proporciones "ideales"). La pintura exige la adecuación entre la visión de la imagen pintada y la de los objetos en el espacio. Este principio se traduce en la representación de los objetos más distantes de menor tamaño que los que están más cercanos. Piero della Francesca estudió el realismo visual y la perspectiva lineal, como puede verse en su Flagelación de Cristo, 1477-1479, Urbino.
La siguiente generación de artistas florentinos logró un mayor refinamiento: Benozzo Gozzoli, Domenico Ghirlandaio y, sobre todo, Sandro Botticelli.
En la segunda mitad del siglo XV surge una escuela pictórica en el centro de Italia, preocupada ante todo por crear el espacio en el que se mueven los personajes de sus cuadros, esforzándose por crear sobre todo paisajes ordenados y realistas. En Umbría se destacó Perugino, maestro de Rafael, así como Pinturicchio y Luca Signorelli. En la misma época, el renacimiento alcanzó el norte de Italia, surgiendo escuelas regionales de marcada personalidad: Andrea Mantegna es el pintor más importante de Padua, cuya influencia llega a la refinada corte de Ferrara, donde trabajaron Cosme Tura y Francesco del Cossa.
Carácter especial presenta Venecia, en contacto constante con oriente, lo que da a este centro artístico un aire diferente, en el que el color predomina sobre la línea y el paisaje sobre la persona humana, justo a la inversa de lo que ocurre en Florencia. Los más sobresalientes pintores venecianos de la época fueron los Bellini, en particular Giovanni Bellini. Trascendente en la evolución del renacimiento veneciano es la obra de Antonello da Messina, pintor siciliano que se formó en Flandes y que acabó viviendo en Venecia, aportando la minuciosidad flamenca. Una destacada figura veneciana de principios del siglo XVI fue Giorgione, al que se pueden atribuir cuadros como la Venus dormida, La tempestad y Los tres filósofos.

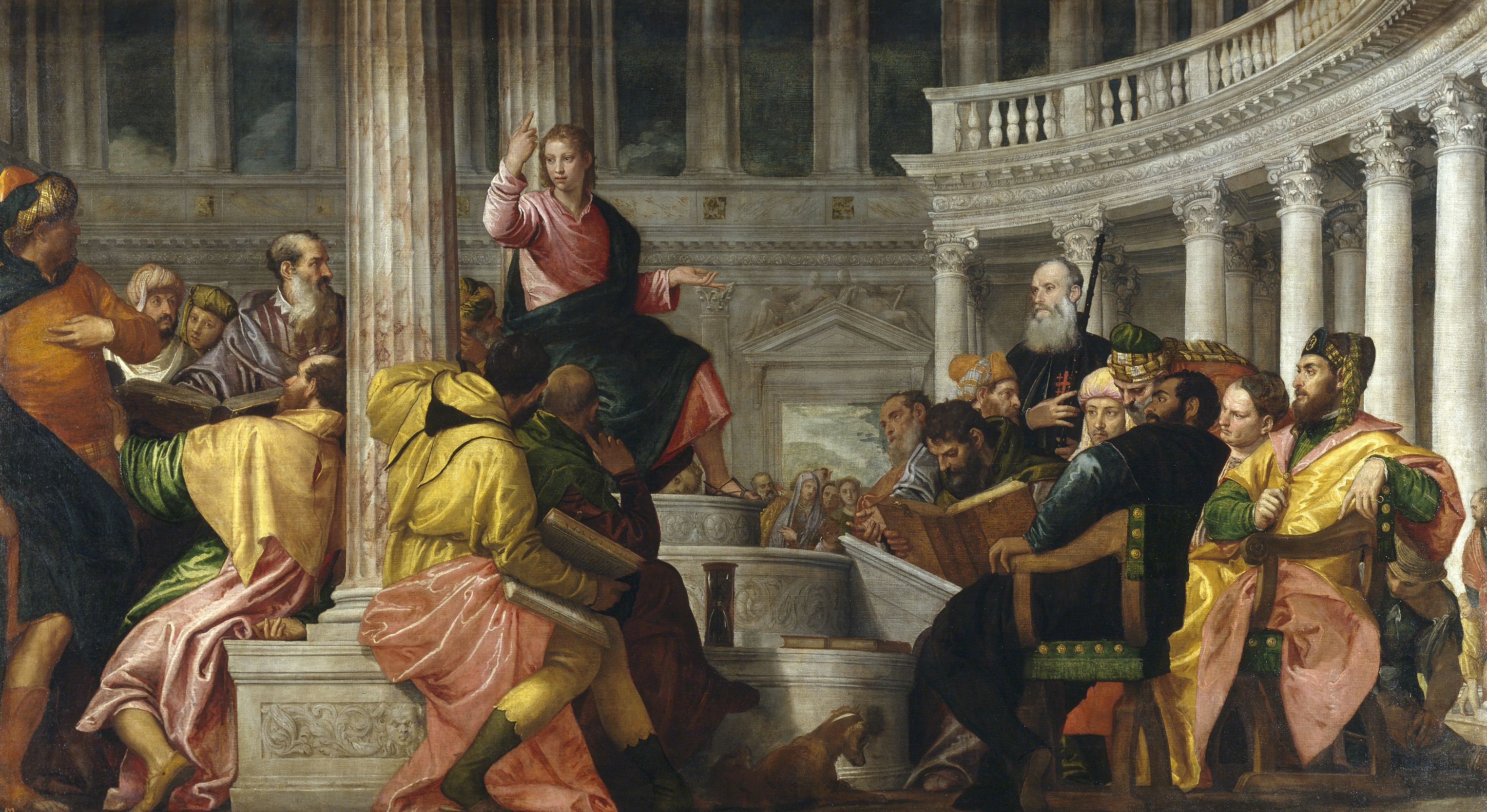
Jesús entre los doctores (1548) por el Veronés.

La segunda fase del renacimiento italiano es el Cinquecento, en el que destacan los tres grandes nombres de la pintura renacentista: Leonardo da Vinci (1452-1519), Rafael (1483-1520) y Miguel Ángel (1475-1564).
De Leonardo sobre todo destaca su asimilación de novedades gráficas como los claroscuros o el esfumado. Se trata de un principio de perspectiva que da a las formas lejanas un aspecto más difuso y a las cercanas una imagen más nítida. El dibujo, como en toda la escuela florentina, prima sobre el color.
Rafael, por su parte, destacó en la pintura religiosa y también en el retrato de nobles. De 1504 a 1508, pintó numerosas Vírgenes con Niño (Madonas). Basa su composición en el mensaje que desea transmitir, que no es otro que el del amor maternal. También destaca sus Estancias del Vaticano, pinturas murales realizadas en los apartamentos del Papa Julio II.

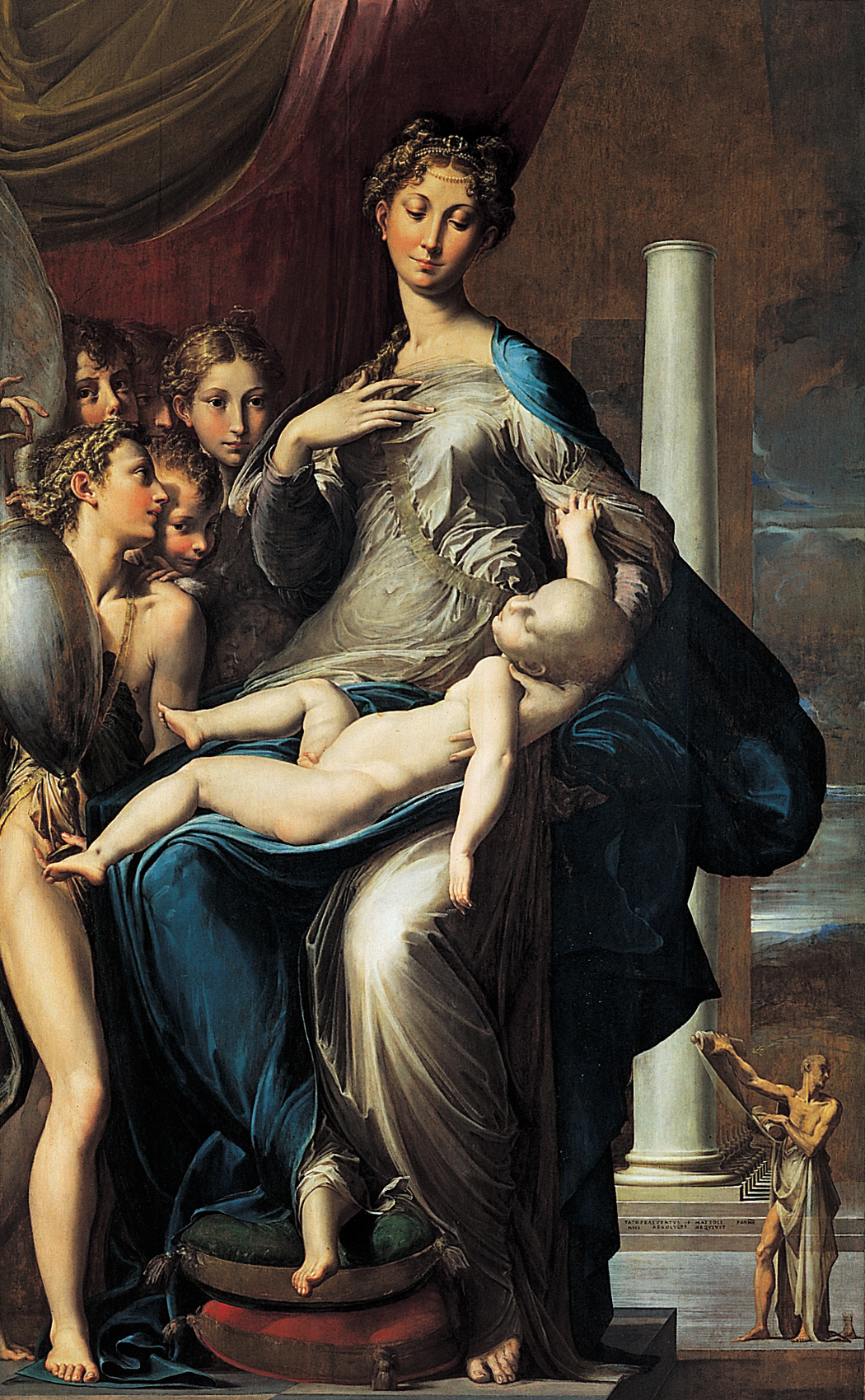
Parmigianino, La Madona del cuello largo, 1535-1540, óleo sobre tabla.

Miguel Ángel, escultor, poeta y arquitecto, pintó en los frescos de la Capilla Sixtina una de las obras cumbres del Renacimiento. Representan numerosos episodios relatados en el Antiguo Testamento (el Génesis) y en el Nuevo Testamento (el Juicio Final, que realizó en un momento posterior de su vida). Esta obra maestra del Renacimiento es considerada como los frescos más famosos del mundo. El estilo pictórico, que imprime un gran dinamismo y una distorsión del cuerpo, hacen del Miguel Ángel el padre del manierismo.
A mediados de siglo, tras la muerte de los grandes maestros, y en medio de una crisis social generalizado, la pintura se hace manierista, notándose primero en Florencia y Roma con Andrea del Sarto, Pontormo, Vasari y Volterra. Pontormo puede ser considerado como un modelo de pintor manierista del Renacimiento tardío. El objetivo es sorprender y afectar emocionalmente al espectador. Los pintores manieristas deforman el cuerpo de los personajes. Los cuerpos son completamente desproporcionados. Es el maestro de otro célebre pintor florentino, Bronzino, el pintor a quien más se relaciona con La Bella Maniera florentina.
En Parma surge una escuela particularísima cuya figura más sobresaliente es Antonio Allegri da Correggio, precursor del ilusionismo barroco con su decoración de la cúpula de la iglesia de San Juan Evangelista de Parma (1520–1523). Su discípulo Parmigianino representa obras con figuras elongadas, como la llamada Madonna del cuello largo (1540).
Venecia siguió dando grandes pintores, con obras plenas de sensualidad y colorido. Tiziano destacó en el retrato, temas mitológicos (Venus, Baco y Ariadna) y religiosos. Veronés destacó pintando grandes cuadros de conjunto, dentro de arquitecturas como las Bodas de Caná y, ya a finales de siglo, Tintoretto, con movimientos y escorzos violentos que prefigura el barroco.
Finalmente, los Bassano son una familia con la que se cierra el renacimiento pictórico en Venecia.

## Pintura flamenca

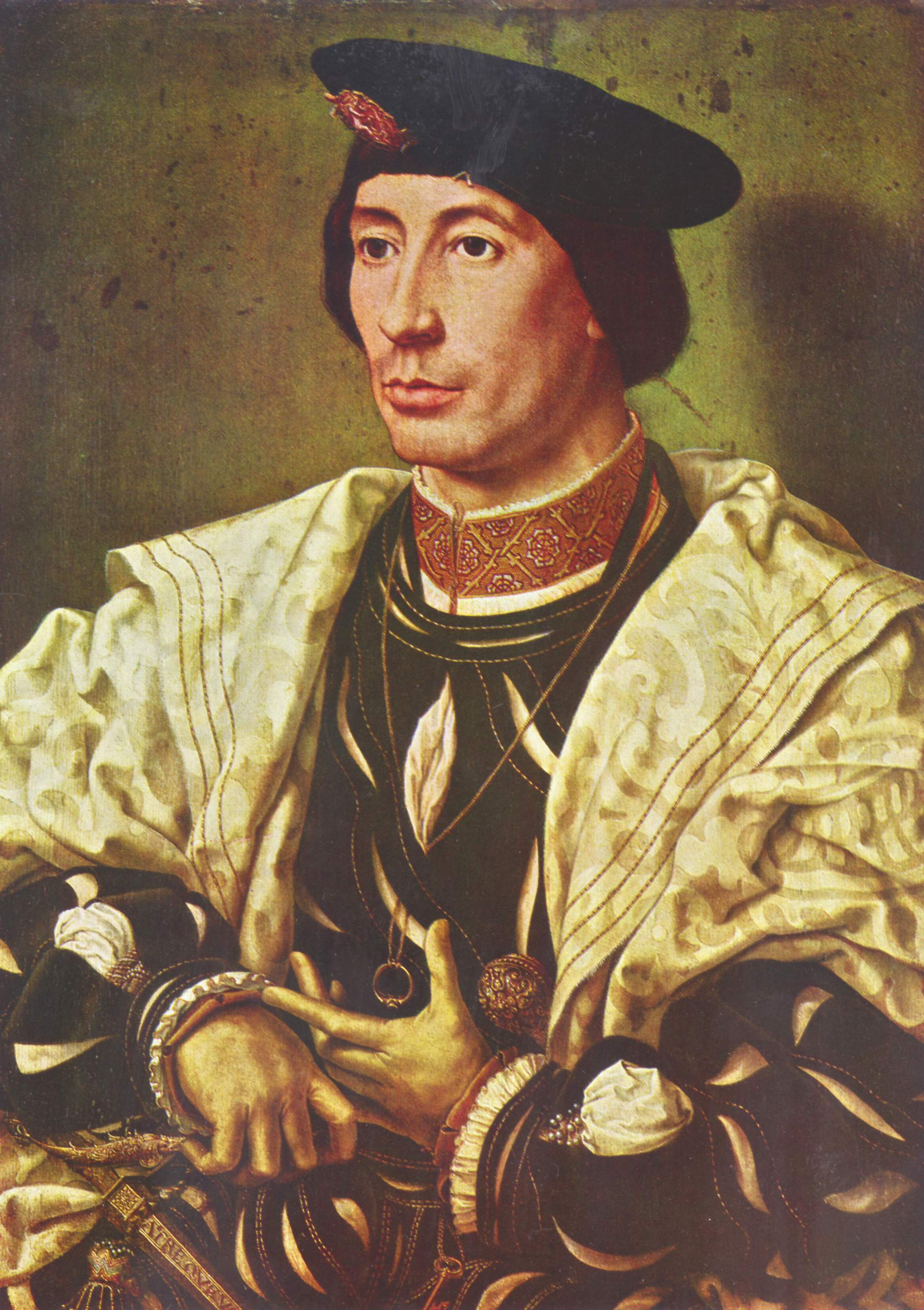
Jan Gossaert, Retrato de Balduino de Borgoña, h. 1530- 1540.

En el siglo XVI, la reforma protestante provoca una progresiva separación entre las provincias meridionales, católicas, de las septentrionales, protestantes e iconoclastas, en las que se produce destrucción de pintura religiosa y la autonomía de géneros como el paisaje, el bodegón o la escena de género. Este proceso que culminó en el siglo XVII se inicia durante el renacimiento.
En Bélgica se produce la paulatina decadencia de Brujas, apreciándose influencia leonardesca en pintores como Adriaen Isenbrandt y Ambrosius Benson. Creció la Escuela de Amberes, con las obras de Quintín Metsys, que es el pintor que mejor refleja la influencia de Leonardo da Vinci, Bernard van Orley y Jan Gossaert, llamado Mabuse, quien tuvo un período de Italia aunque sin alcanzar la elegancia de los modelos italianos. Pueden diferenciarse dos tendencias:
- romanistas o italianistas, del siglo XVI.
- reaccionarios, del siglo XVI.

### Escuela de italianistas
La escuela de los italianistas se forma con los maestros que habiendo estudiado en las escuelas de Italia amalgamaron el estilo idealista de ella con el realismo flamenco sin lograr una fusión verdadera y sin obtener ventajas para uno y otro. Se destacan:
- Jan Gossaert, llamado Juan de Mabuse de quien es una Virgen con el Niño en el Museo del Prado y otra semejante en el de Berlín
- Bernard van Orley, que tiene una Sagrada Familia en el mencionado Museo de Madrid, quizás demasiado realista.
- Michel Coxcie, discípulo de Orley, autor del Tránsito de la Virgen y de otros cuadros en la misma colección española.

Joachim Patinir, pues concede gran importancia al reflejo naturalista del paisaje en sus obras. Un manierismo de influencia miguelangelesca se encuentra en pintores como Hemessen y Marinus. Cabe mencionar, finalmente, dentro del género del retrato a Antonio Moro.

### Escuela de reaccionarios
Contrarios a los italianistas por sistema, surgieron los que por lo mismo pueden llamarse reaccionarios, artistas llenos de ingenio, poesía y originalidad y muy populares en sus asuntos.
Sobresale la familia de los Brueghel, sobre todo, el primero de este nombre Pieter Brueghel el Viejo, pintor de costumbres aldeanas y que sirve de puente entre la fantasía del Bosco y la escena de género barroca. Este mismo reflejo realista de la vida cotidiana se puede ver en los cuadros religiosos de Pieter Aertsen y Joachim Beuckelaer.

## Pintura holandesa

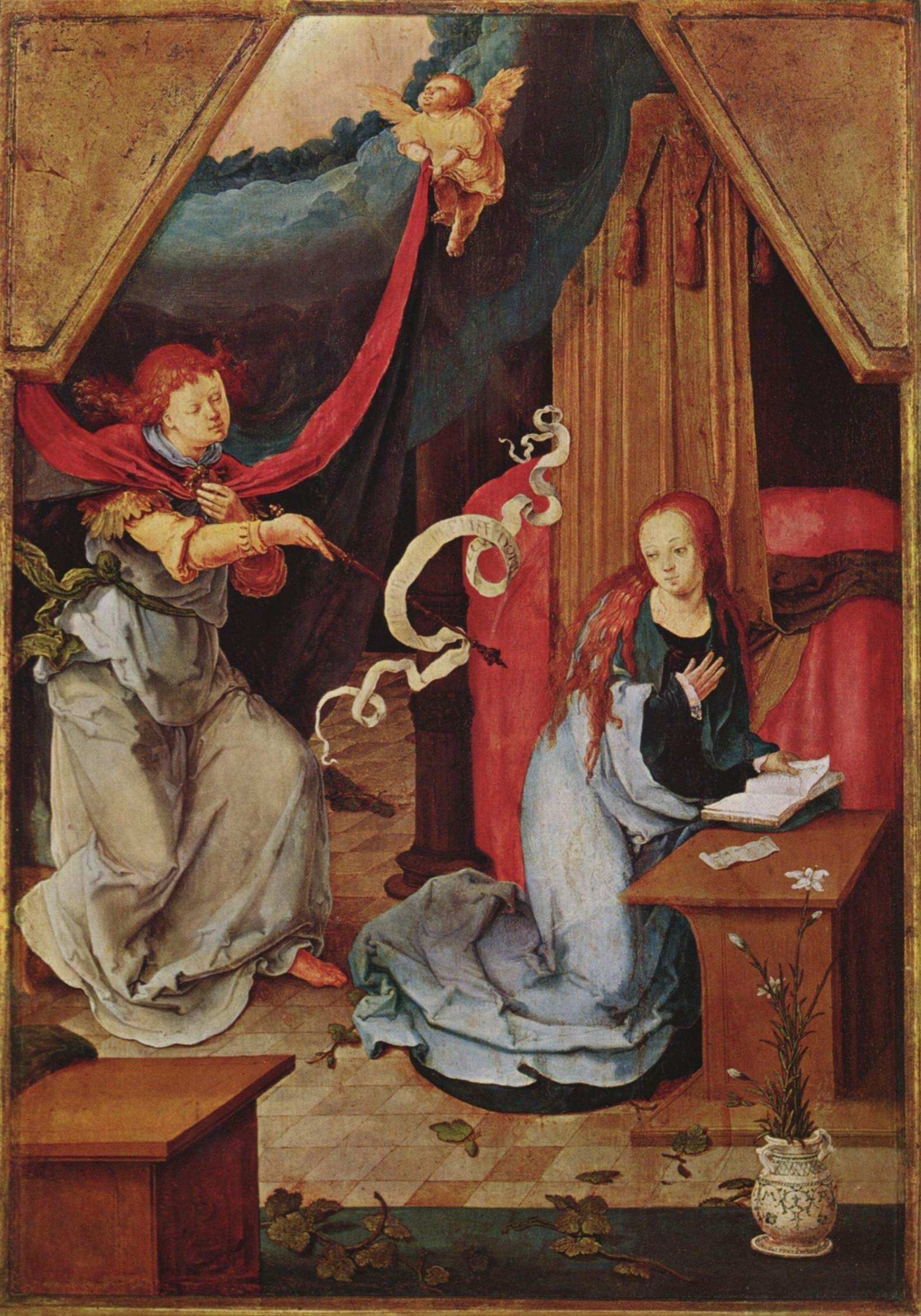
Anunciación de van Leyden.

Las escuelas holandesas empiezan con Lucas van Leyden (1494-1533) quien se formó en el estilo de los flamencos italianistas como lo revelan sus cuadros del Sermón en el Museo de Ámsterdam y el San Jerónimo y la Virgen con el Niño en el de Berlín. Muy pronto la invasión del protestantismo disipó el verdadero ideal en la pintura holandesa y aunque sigue italianizante en el siglo XVI se limitan los asuntos a pintar las costumbres y paisajes del país.
Martin van Heemskerck fue uno de los principales retratistas, aunque también se dedicó a la pintura de historia. En Utrecht nació el retratista Antonio Moro (h. 1519 - h. 1576-78), considerado creador de un tipo de retrato cortesano que se difundió por toda Europa.
La organización democrática de Holanda dio lugar a que se realizaran los primeros retratos colectivos, en los que se destacará Frans Hals (1580-1666), de la ciudad de Haarlem.

## Pintura española

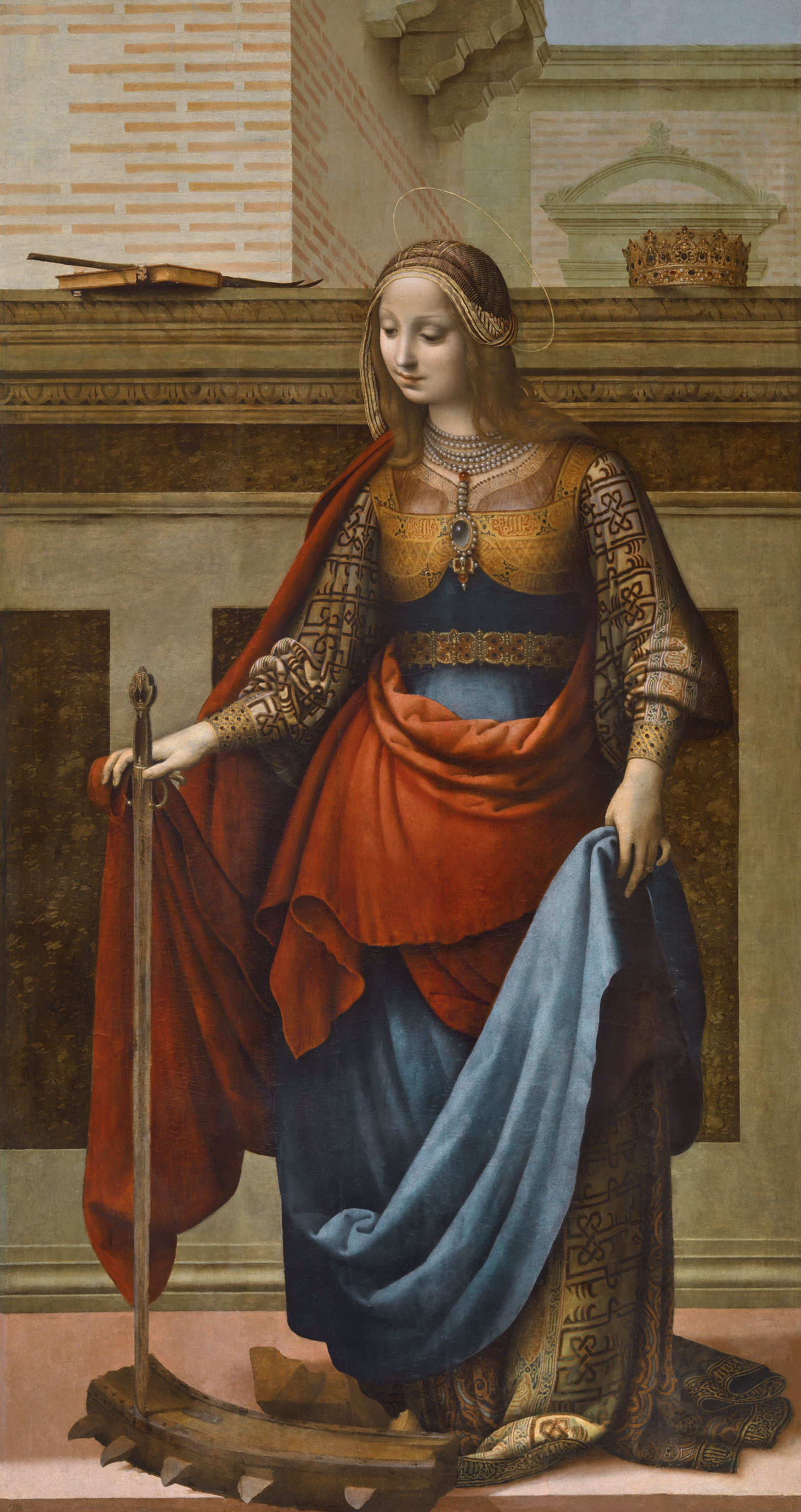
Fernando Yáñez de la Almedina: Santa Catalina.

En España, por proximidad geográfica y lazos de todo tipo (históricos, comerciales, etc.), los modelos del Renacimiento italiano llegaron por la Corona de Aragón, difundiéndose más tardíamente en Castilla, donde prevalecía la influencia del gótico flamenco. Lafuente Ferrari habla de cierta resistencia española al estilo renacentista, que explica por la fidelidad a la pintura hispanoflamenca, los escasos pintores españoles que realmente viajaron a Italia y cierta desconfianza hacia unos modelos que se percibían como paganizantes.
A diferencia de Alemania o Italia, aquí había un fuerte poder centralizado, por lo que era escasa la iniciativa cultural y artística de los municipios. Los mecenas del Renacimiento español fueron la Corte, la Iglesia y la nobleza. Siendo la iglesia católica uno de los principales, si no el más importante, de los mecenas, los temas fueran predominantemente religiosos. Sólo en las colecciones reales y en las de algún noble podía verse otro tipo de pintura, generalmente obra de autores italianos.
No es fácil determinar, en España, cuándo las formas del gótico internacional dieron paso a las formas renacentistas. No hay una ruptura clara. Autores como Jaime Huguet (1414-95) ya habían sentido la influencia italiana, pero el italianismo y el alejamiento de los modelos flamencos no se produjo hasta el siglo XVI.
Se suele dividir la pintura renacentista de España en tres períodos diferentes, todos del siglo XVI:
Primer tercio
Sobre una base de estilo gótico flamenco, se empiezan a adoptar algunos modos italianizantes.
- El cuatrocentismo italiano penetra en España a través de Valencia, con los Osona: Rodrigo de Osona, conocido por el Calvario de San Nicolás de Valencia y La adoración de los Reyes (National Gallery, Londres), y a su hijo Francisco Osona, quien incorpora los fondos de arquitecturas propios del renacimiento; y Paolo de San Leocadio, pintor italiano en un estilo cuatrocentista.

La influencia de los grandes maestros renacentistas se refleja en dos pintores manchegos de Valencia: Fernando Yáñez de la Almedina, cuya influencia leonardesca es evidente y Fernando de los Llanos. Se les puede considerar puristas, en el sentido de que importan directamente el Renacimiento puro, a diferencia de otros autores que seguían con el medieval espíritu hispanoflamenco. Trabajaron juntos en las puertas del retablo mayor de la catedral de Valencia, considerada una de las más importantes obras del Renacimiento en España.
- En Castilla, destaca Pedro Berruguete (c.1450-1504) a quien se considera figura que representa especialmente bien la transición del estilo gótico internacional al italiano, quien combina las novedades romanas como el uso de arquitecturas, o la preocupación por la luz, con elementos flamencos;[9] y el flamenco Juan de Flandes quien trabajó para Isabel I de Castilla.
- En la catedral de Toledo se encuentra la obra de otro extranjero, Juan de Borgoña, de formación italiana, quien realizó las pinturas de la sala capitular de la Catedral.
- Finalmente, Alejo Fernández trabaja en Andalucía, en un estilo ecléctico que se muestra, en unos cuadros, más flamenco, y en otros más italianizante.[9] Produce algunas obras «delicadas un tanto arcaicas»[11] como la Virgen de los Navegantes para la Casa de Contratación (Alcázar de Sevilla).

Segundo tercio
A la influencia de autores como Rafael y los del manierismo se une la de pintores flamencos de la época.
- En Valencia, Vicente Macip y su hijo Juan de Juanes (1523-1579), en quienes se denota la influencia de Rafael. Sus modelos iconográficos fueron posteriormente muy imitados, como la Santa Cena de Juan de Juanes que puede verse en el museo del Prado.
- En Castilla, Alonso de Berruguete y en Toledo, Juan Correa de Vivar.
- En Granada, pintó el arquitecto Pedro Machuca, con obras como las que se guardan en el Museo del Prado, Virgen del sufragio y un Descendimiento que evidencian un estilo purista;[10] y en Sevilla, Luis de Vargas (1506-1568), y los flamencos Pedro de Campaña (1503-1563), autor del Descendimiento de la catedral de Sevilla[12] y Hernando Sturmio (1539-1557).[13]

- El extremeño Luis de Morales (1509-1586) destaca por sus pinturas religiosas de Vírgenes, que crean un modelo posteriormente muy repetido. En él confluyen no solo el estilo manierista, sino algunos resabios flamentos, y anticipa el tenebrismo del primer Barroco.[14]

Último tercio

El Greco: El caballero de la mano en el pecho.

Predomina la influencia de la pintura veneciana, por la que los dos monarcas de este siglo (Carlos V y Felipe II) mostraron preferencia. Se cultiva particularmente el retrato. Considera Lafuente Ferrari que el cromatismo de la escuela veneciana, y su carácter nórdico eran más apropiados a la sensibilidad artística hispana, por lo que su influencia fue más fecunda.
Ejemplo de influencia miguelangelesca de figuras musculosas es Gaspar Becerra (1520-1570), autor de uno de los pocos ejemplos de temática mitológica: la historia de Perseo pintada al fresco en una de las torres del Palacio del Pardo.
La magna obra de El Escorial atrae a pintores italianos como Luca Cambiasso, Federico Zuccaro o Pellegrino Tibaldi (bóveda de la Biblioteca). Entre los pintores españoles cuya obra se puede relacionar con el monasterio, se encuentran Juan Fernández Navarrete (1526-1579) llamado El Mudo, influido por autores de la escuela veneciana como Tiziano o Tintoretto y Luis de Carvajal.
Pero la figura más destacada de la época, y uno de los grandes maestros de la pintura universal, fue El Greco (1541-1614) que, venido a trabajar en el monasterio, no gustó a Felipe II y terminó trabajando en Toledo desde 1579 hasta su muerte en 1614. Allí pintó obras destacadas como el retablo mayor de Santo Domingo el Antiguo y el Expolio en la sacristía de la catedral. En su obra maestra, el Entierro del Conde de Orgaz, consigue una fusión entre el mundo real y el más allá, relacionando ambos espacios.
En la corte trabajaron retratistas notables: Antonio Moro que retrató a María Tudor y al emperador Maximiliano II, entre otros; influido por él estuvo Alonso Sánchez Coello (1531-1588) quien pintó a Felipe II, a su medio hermano Don Juan de Austria o a la infanta Isabel Clara Eugenia, entr otros, con realismo, pero también una soltura de pincel propia de la escuela veneciana; Juan Pantoja de la Cruz (1553-1608) más tardío, se va acercando a la sensibilidad barroca; y Bartolomé González (1564-1627).

## Pintura alemana
En Alemania existía una poderosa escuela gótica de gran patetismo, violencia y expresionismo. Las formas del Renacimiento italiano llegan a principios del siglo XVI.

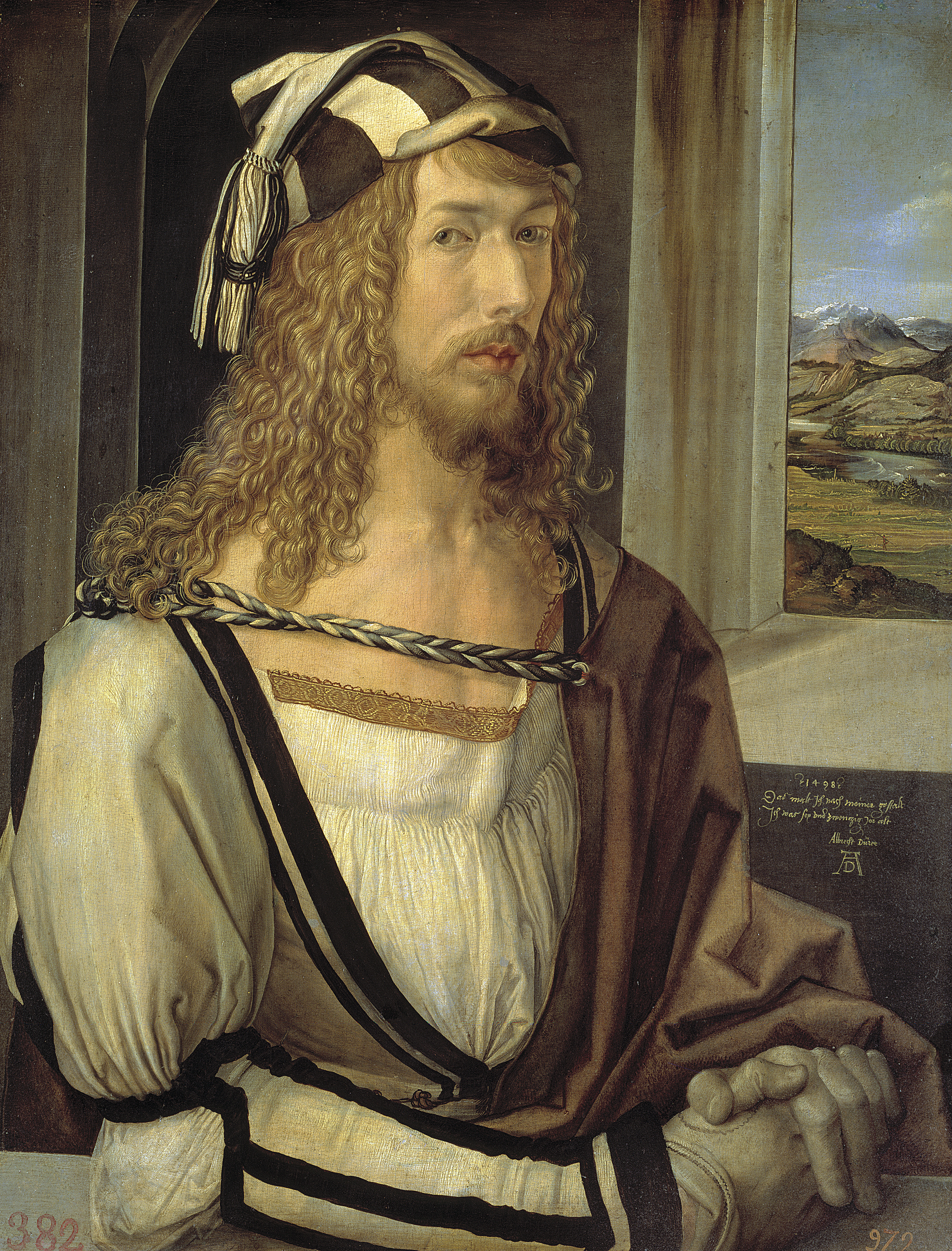
Autorretrato (1498) de Durero, Museo del Prado.

El pintor más destacado del Renacimiento alemán, y uno de los grandes maestros de la Pintura occidental fue Alberto Durero (1471-1528). Visitó Venecia donde conoció la obra de autores como Bellini; este autor, junto con Mantegna fueron sus influencias más directas. Tras un viaje por los Países Bajos, adoptó ciertos rasgos de la pintura flamenca como el plegado de los paños. Inclinado al dibujo y a una realista representación de la naturaleza, destacó como grabador, uno de los mejores de todos los tiempos, usando la técnica de la xilografía y también la calcografía (grabados en cobre). Destaca toda su serie de autorretratos y el estudio de desnudo que hace en los muy clásicos Adán y Eva (1507) que se conservan en el Museo del Prado.
Principales pintores alemanes
- Matthias Grünewald (c.1470-1528) el más cercano a la tradición gótica. Destaca su retablo de Isemheim (1510)
- Hans Holbein el Joven (c.1497–1543) hijo de un pintor que se sitúa más en el estilo del gótico, destacó como retratista en la corte de Enrique VIII de Inglaterra.
- Lucas Cranach el Viejo (1472-1553) aunque realiza algunos temas mitológicos, es rcordado sobre todo por sus retratos de los líderes de la Reforma, pues se considera que este artista es "el más directamente comprometido con el protestantismo".[22]
- Albrecht Altdorfer (c.1480-1538) destacó por su dedicación al paisaje, inaugurando la que vino a ser conocida como escuela del Danubio.

De la época manierista cabe citar las extrañas pinturas de Giuseppe Arcimboldo, un italiano que trabajó en la corte del emperador Rodolfo II en Praga.

## Pintura francesa

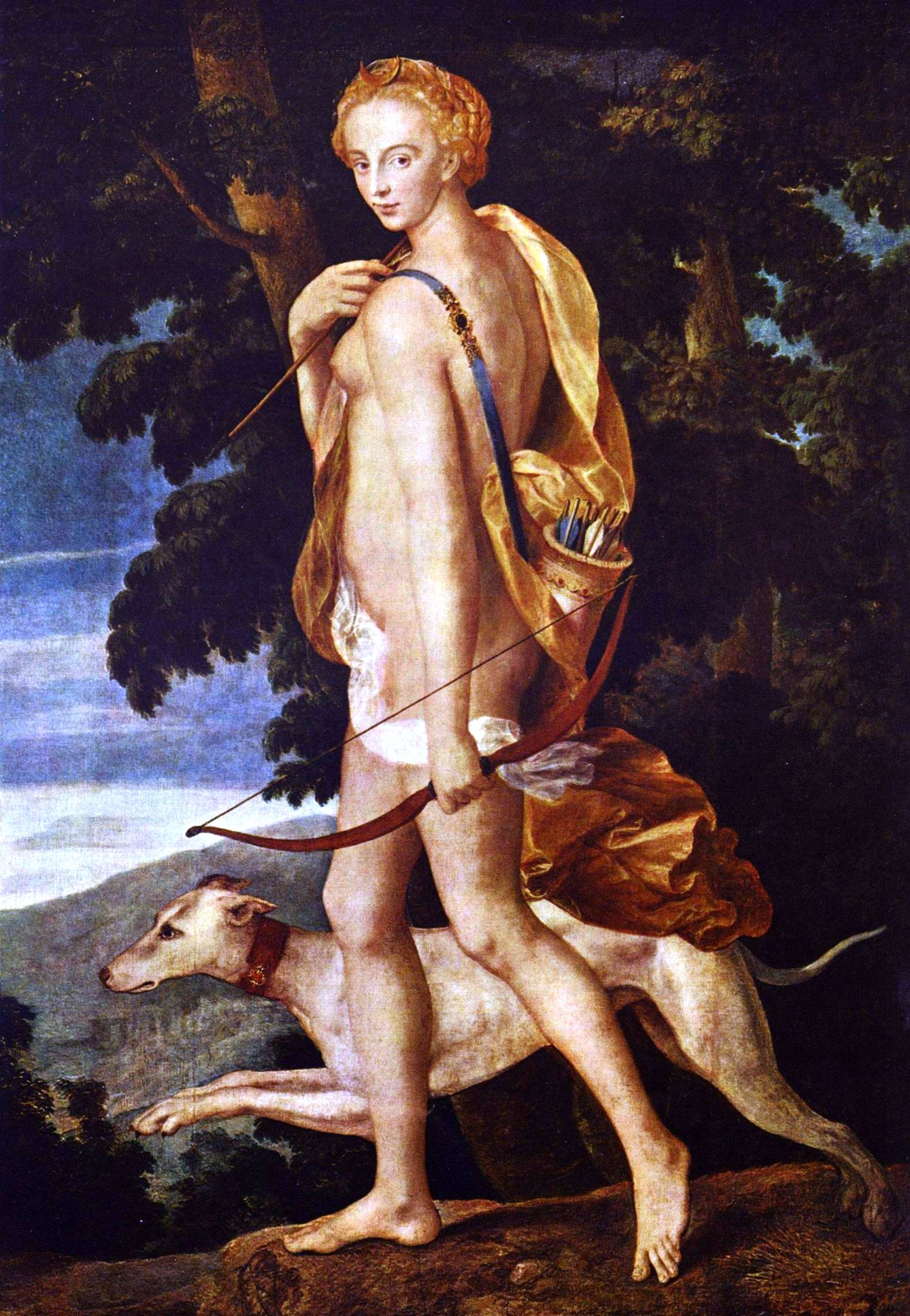
Escuela de Fontainebleau: Diana cazadora, 1550-1560.

En Francia se inicia el renacimiento con autores de clara influencia flamenca, como Jean Bellegambe (1470-1534), que se inspira en los artistas de Amberes. En torno a las cortes de Francisco I y Enrique IV se dan dos escuelas llamadas de Fontainebleau, que siguen modelos italianizantes.
Francisco I llamó a su corte a Leonardo da Vinci y Andrea del Sarto. Pero fueron artistas italianos posteriores los que dominaron la primera escuela de Fontainebleau. En el palacio de Fontainebleau trabajaron decoradores italianos como Rosso, Primaticcio y Niccolò dell'Abbate. Muchas de estas decoraciones de Fontainebleau se divulgaron gracias a la labor de diversos grabadores, como el francés Jean Mignon.
En esta época alcanza gran esplendor el género del retrato, con Jean Clouet y su hijo François. El primero realiza lienzos mitológicos y retratos dibujados o a lápiz. François busca la caracterización social de sus modelos, aproximándose más a los modelos italianos y flamencos.
Otro retratista predominante que trabaja en Francia, más próximo a Jean Clouet que a su hijo, es Corneille de Lyon, también conocido como Cornelys, llamado de Lyon o de la Haya, posiblemente holandés.
En París trabajan los Cousin, padre e hijo. Jean Cousin padre, llamado el Viejo para diferenciarlo de su hijo, Jean Cousin el Joven, realizó el primer gran desnudo pintado por un artista francés: Eva Prima Pandora (Museo del Louvre).
A finales de siglo, recuperada cierta paz social tras las guerras de religión, el rey Enrique IV reemprende los grandes trabajos decorativos, naciendo así una «segunda escuela de Fontainebleau» que agrupa a los diversos artistas que trabajaron en el castillo.